# Éder Militão
Éder Gabriel Militão, né le 18 janvier 1998 à Sertãozinho (Brésil), est un footballeur international brésilien qui évolue au poste de défenseur central au Real Madrid.

## Biographie

### São Paulo FC (2017-2018)
Le 1er janvier 2017, Éder Militão signe son premier contrat professionnel au São Paulo FC, d'une durée courant jusqu'en 2019.[réf. souhaitée]

### FC Porto (2018-2019)

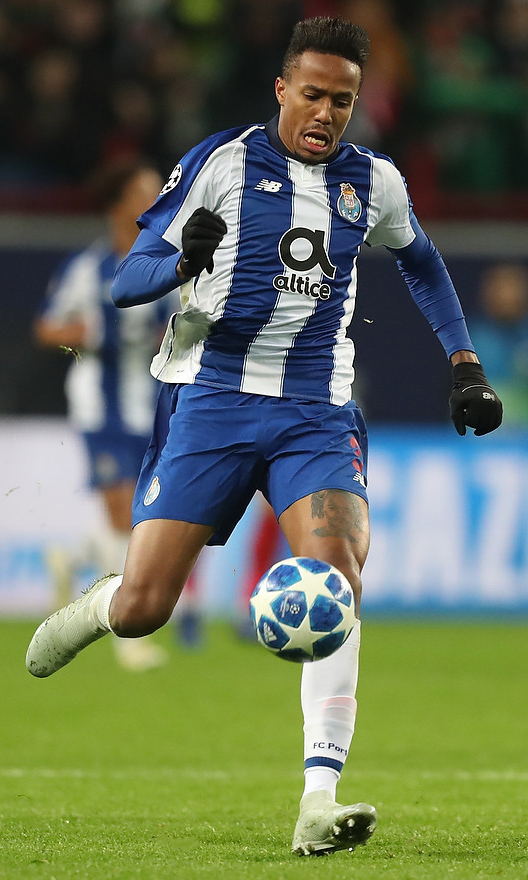
Éder Militão avec le FC Porto en 2018.

Lors du mercato 2018-2019, Éder Militão est déclaré comme étant cible prioritaire du Paris Saint-Germain mais signe cependant au FC Porto pour un coût de 7 millions d'euros,. Le joueur a sur son contrat une clause libératoire d'un montant de 50 millions d'euros, somme évoluant à 75 millions d'euros à partir de la mi-juillet 2019.
Le 28 novembre 2018, il marque son premier but avec le club lusitanien en ouvrant le score lors du match retour de la phase de groupes de la Ligue des champions 2018-2019 face à Schalke 04, contribuant ainsi au succès de son équipe (victoire 3-1).[réf. souhaitée]
Le 3 janvier 2019, il marque son premier but dans le championnat portugais, en inscrivant le but de la victoire face au CD Aves (0-1), permettant ainsi au club d'engranger sa dix-septième victoire d'affilée toutes compétitions confondues.
Il forme en début de saison la charnière centrale du club avec Felipe. En début d'année 2019, à la suite du recrutement de Pepe, il est repositionné en latéral droit, laissant sa place dans la charnière au Portugais.

### Real Madrid (à partir de juillet 2019)
Le 14 mars 2019, le Real Madrid annonce avoir trouvé un accord avec le FC Porto pour recruter Éder Militão à l'été 2019. Le club espagnol paie le montant de la clause libératoire du contrat du joueur avec le FC Porto, soit 50 millions d'euros à cette date, et Militão signe un contrat de six ans, soit jusqu'en 2025,. Sa première saison est un échec sur le plan individuel, il ne parvient pas à bousculer la hiérarchie des défenseurs, et lorsqu'il a l'occasion de jouer, il ne rassure pas vraiment que ce soit avec son jeu balle au pied ou dans ses interventions aériennes. Son association avec Raphaël Varane n'a pas eu l'effet attendu, le Real Madrid est éliminé prématurément en 1/8e de finale de la Ligue des champions par Manchester City. Néanmoins, Zinédine Zidane décide de le conserver pour la saison suivante.[réf. souhaitée]
Lors de la saison 2020-2021, il passe de l'enfer au paradis. Il a toujours cette fébrilité qui lui a fait défaut la saison précédente et livre des prestations médiocres, qui ont failli lui coûter sa place dans l'effectif merengue. Il marque le premier but avec le Real Madrid contre le CD Alcoyano. Le mois d'avril est déterminant dans sa carrière en tant que Madrilène. En effet, Sergio Ramos est blessé et Raphaël Varane est positif à la Covid-19. Il est alors propulsé au devant de la scène, et dispute trois matchs décisifs de la saison du Real. Il réalise plusieurs des matchs les plus aboutis de sa jeune carrière contre le Liverpool FC durant le quart de finale de C1, en muselant plusieurs des attaquants les plus prolifiques en Europe, à savoir Mohamed Salah, Sadio Mané ou encore Diogo Jota. Il dispute également le Clasico contre le FC Barcelone, où il parvient à contenir les assauts d'un des meilleurs joueurs de l'histoire, Lionel Messi.[réf. souhaitée]
À la suite de ces trois matchs, il s'installe durablement dans la défense merengue, remplaçant le capitaine historique Sergio Ramos.[réf. souhaitée]
Il subit une rupture du ligament croisé antérieur du genou gauche lors de la première journée de la Liga 2023-2024, ce qui le prive de toute compétition pendant plusieurs mois. Le 23 janvier 2024, il prolonge son contrat jusqu'en 2028. Il fait son retour en Liga, après plus de sept mois de blessure, en jouant quelques minutes à la fin du match contre l'Athletic de Bilbao le 31 mars 2024. Le 9 novembre 2024, il subit cette fois une rupture du ligament croisé du genou droit contre Osasuna,. Il fait son retour à la compétition le 9 juillet 2025 lors de la demi-finale de Coupe du monde des clubs perdue 4-0 par le Real Madrid face au Paris Saint-Germain.

### Carrière en équipe nationale
Avec les moins de 17 ans, il participe à la Coupe du monde des moins de 17 ans en 2015. Lors du mondial junior organisé au Chili, il est titulaire et joue cinq matchs. Le Brésil s'incline en quart de finale face au Nigeria.
Le 3 septembre 2018, il est convoqué par Tite en équipe A à la suite du forfait sur blessure de Fagner pour les matchs amicaux de la sélection brésilienne face aux États-Unis et au Salvador. Sur le banc contre les États-Unis, il fait sa première apparition sous le maillot principal auriverde contre le Salvador et dispute les 90 minutes de la victoire brésilienne (5-0).
Éder Militão dispute sa première grande compétition internationale lors de la Copa América 2019 où les Brésiliens remportent l'édition face au Pérou en finale. Deux ans plus tard, il participe à la Copa América 2021, où le Brésil s'incline en finale contre l'Argentine.
Le 7 novembre 2022, il est sélectionné par Tite pour participer à la Coupe du monde 2022.
Le 10 mai 2024, il figure dans la liste des joueurs retenus par Dorival Júnior pour participer à la Copa América 2024. Lors de cette compétition, le Brésil est éliminé en quart de finale à l'issue des tirs au but par l'Uruguay. Éder Militão est un des deux Brésiliens qui manquent leur tentative.

## Statistiques

### En club
| Saison                | Club                  | Championnat           | Championnat | Championnat | Championnat | Coupe nationale | Coupe nationale | Coupe nationale | Coupe de la Ligue | Coupe de la Ligue | Coupe de la Ligue | Supercoupe | Supercoupe | Supercoupe | Compétition(s) continentale(s) | Compétition(s) continentale(s) | Compétition(s) continentale(s) | Compétition(s) continentale(s) | Supercoupe UEFA | Supercoupe UEFA | Supercoupe UEFA | Paulista A1 | Paulista A1 | Paulista A1 | Coupe du monde des clubs | Coupe du monde des clubs | Coupe du monde des clubs | Total | Total | Total |
| Saison                | Club                  | Division              | M.          | B.          | P.d.        | M.              | B.              | P.d.            | M.                | B.                | P.d.              | M.         | B.         | P.d.       | Comp.                          | M.                             | B.                             | P.d.                           | M.              | B.              | P.d.            | M.          | B.          | P.d.        | M.                       | B.                       | P.d.                     | M.    | B.    | P.d.1 |
| 2017                  | São Paulo FC          | Série A               | 22          | 2           | 0           | 0               | 0               | 0               | -                 | -                 | -                 | -          | -          | -          | -                              | -                              | -                              | -                              | -               | -               | -               | -           | -           | -           | -                        | -                        | -                        | 22    | 2     | 0     |
| 2018                  | São Paulo FC          | Série A               | 13          | 1           | 1           | 6               | 1               | 0               | -                 | -                 | -                 | -          | -          | -          | CS                             | 2                              | 0                              | 0                              | -               | -               | -               | 14          | 0           | 0           | -                        | -                        | -                        | 35    | 2     | 1     |
| Sous-total            | Sous-total            | Sous-total            | 35          | 3           | 1           | 6               | 1               | 0               | -                 | -                 | -                 | -          | -          | -          | -                              | 2                              | 0                              | 0                              | -               | -               | -               | 14          | 0           | 0           | -                        | -                        | -                        | 57    | 4     | 1     |
| 2018-2019             | FC Porto              | Liga NOS              | 29          | 3           | 1           | 6               | 0               | 0               | 3                 | 0                 | 0                 | -          | -          | -          | C1                             | 9                              | 2                              | 0                              | -               | -               | -               | -           | -           | -           | -                        | -                        | -                        | 47    | 5     | 1     |
| 2019-2020             | Real Madrid           | Liga                  | 15          | 0           | 0           | 2               | 0               | 0               | -                 | -                 | -                 | 0          | 0          | 0          | C1                             | 3                              | 0                              | 0                              | -               | -               | -               | -           | -           | -           | -                        | -                        | -                        | 20    | 0     | 0     |
| 2020-2021             | Real Madrid           | Liga                  | 14          | 1           | 0           | 1               | 1               | 0               | -                 | -                 | -                 | -          | -          | -          | C1                             | 6                              | 0                              | 1                              | -               | -               | -               | -           | -           | -           | -                        | -                        | -                        | 21    | 2     | 1     |
| 2021-2022             | Real Madrid           | Liga                  | 34          | 1           | 2           | 2               | 1               | 0               | -                 | -                 | -                 | 2          | 0          | 0          | C1                             | 12                             | 0                              | 0                              | -               | -               | -               | -           | -           | -           | -                        | -                        | -                        | 50    | 2     | 2     |
| 2022-2023             | Real Madrid           | Liga                  | 33          | 5           | 0           | 6               | 1               | 0               | -                 | -                 | -                 | 2          | 0          | 0          | C1                             | 9                              | 1                              | 0                              | 1               | 0               | 0               | -           | -           | -           | -                        | -                        | -                        | 51    | 7     | 0     |
| 2023-2024             | Real Madrid           | Liga                  | 10          | 0           | 0           | -               | -               | -               | -                 | -                 | -                 | -          | -          | -          | C1                             | 3                              | 0                              | 0                              | -               | -               | -               | -           | -           | -           | -                        | -                        | -                        | 13    | 0     | 0     |
| 2024-2025             | Real Madrid           | Liga                  | 12          | 1           | 1           | -               | -               | -               | -                 | -                 | -                 | -          | -          | -          | C1                             | 4                              | 0                              | 0                              | 1               | 0               | 0               | -           | -           | -           | 1                        | 0                        | 0                        | 18    | 1     | 1     |
| 2025-2026             | Real Madrid           | Liga                  | 1           | 0           | 0           | -               | -               | -               | -                 | -                 | -                 | -          | -          | -          | C1                             | -                              | -                              | -                              | -               | -               | -               | -           | -           | -           | -                        | -                        | -                        | 1     | 0     | 0     |
| Sous-total            | Sous-total            | Sous-total            | 119         | 8           | 3           | 11              | 3               | 0               | -                 | -                 | -                 | 4          | 0          | 0          | -                              | 37                             | 1                              | 1                              | 2               | 0               | 0               | -           | -           | -           | 1                        | 0                        | 0                        | 174   | 12    | 4     |
| Total sur la carrière | Total sur la carrière | Total sur la carrière | 183         | 14          | 5           | 23              | 4               | 0               | 3                 | 0                 | 0                 | 4          | 0          | 0          | -                              | 48                             | 3                              | 1                              | 2               | 0               | 0               | 14          | 0           | 0           | 1                        | 0                        | 0                        | 278   | 21    | 6     |

### En sélection nationale
| Saison                | Sélection             | Phases finales        | Phases finales | Phases finales | Phases finales | Éliminatoires CDM | Éliminatoires CDM | Éliminatoires CDM | Matchs amicaux | Matchs amicaux | Matchs amicaux | Total | Total | Total |
| Saison                | Sélection             | Compétition           | M              | B              | Pd             | M                 | B                 | Pd                | M              | B              | Pd             | M     | B     | Pd    |
| --------------------- | --------------------- | --------------------- | -------------- | -------------- | -------------- | ----------------- | ----------------- | ----------------- | -------------- | -------------- | -------------- | ----- | ----- | ----- |
| 2018-2019             | Brésil                | Copa América 2019     | 1              | 0              | 0              | -                 | -                 | -                 | 4              | 0              | 0              | 5     | 0     | 0     |
| 2019-2020             | Brésil                | -                     | -              | -              | -              | -                 | -                 | -                 | 3              | 0              | 0              | 3     | 0     | 0     |
| 2020-2021             | Brésil                | Copa América 2021     | 5              | 1              | 0              | 2                 | 0                 | 0                 | -              | -              | -              | 7     | 1     | 0     |
| 2021-2022             | Brésil                | -                     | -              | -              | -              | 6                 | 0                 | 0                 | 1              | 0              | 0              | 7     | 0     | 0     |
| 2022-2023             | Brésil                | Coupe du monde 2022   | 4              | 0              | 0              | -                 | -                 | -                 | 4              | 1              | 0              | 8     | 1     | 0     |
| 2023-2024             | Brésil                | Copa América 2024     | 4              | 0              | 0              | -                 | -                 | -                 | 1              | 0              | 0              | 5     | 0     | 0     |
| Total sur la carrière | Total sur la carrière | Total sur la carrière | 14             | 1              | 0              | 8                 | 0                 | 0                 | 13             | 1              | 0              | 35    | 2     | 0     |

## Palmarès

### En club
|  |  | Real Madrid - Championnat d'Espagne - Vainqueur : 2020, 2022 et 2024 - Vice-champion : 2021, 2023 et 2025 - Supercoupe d'Espagne - Vainqueur : 2020 et 2022 - Ligue des champions - Vainqueur : 2022 et 2024 - Supercoupe de l'UEFA - Vainqueur : 2022 et 2024 - Coupe du monde des clubs de la FIFA - Vainqueur : 2022 - Coupe d'Espagne - Vainqueur : 2023 |

### En sélection
|  |  | Brésil - Copa América - Vainqueur : 2019 - Finaliste : 2021 |